# Longpont-sur-Orge
Longpont-sur-Orge – miejscowość i gmina we Francji, w regionie Île-de-France, w departamencie Essonne.
Według danych na rok 1990 gminę zamieszkiwało 4807 osób, a gęstość zaludnienia wynosiła 952 osób/km² (wśród 1287 gmin regionu Île-de-France Longpont-sur-Orge plasuje się na 334. miejscu pod względem liczby ludności, natomiast pod względem powierzchni na miejscu 673.).